# Carmen Prieto
Carmen Prieto (Concepción, 3 de junio de 1965) es una cantante y actriz chilena, destacada en el género del bolero y vals.

## Biografía
Carmen Prieto es hija de una abogada y un violinista. Desde pequeña se vio conectada a la música por su padre, quien le influenció por su participación en la Orquesta Sinfónica de Chile. Para el golpe de Estado de 1973, su madre trabajaba en la Universidad Técnica del Estado (actual Universidad de Santiago), mientras que su padre había formado una camarata en dicha universidad, pero debido al golpe de Estado, todos los esfuerzos de difusión quedaron frustrados.

## Carrera
La carrera musical de Carmen Prieto se ha desarrollado principalmente desde finales de la 80s, y desde entonces, se ha presentado en diversos escenarios latinoamericanos y españoles, presentando sus canciones de boleros y vals. Ha grabado más de 10 discos, de los cuales dos fueron premiados por la Asociación de Periodistas de Espectáculos en 1993 y 2000, y en 2005 recibió una nominación a los premios Altazor por su disco Bienvenido Perú.

## Discografía
- Boleros 1988
- Boleros 1991
- Boleros 1993
- Me desordeno 1993
- Prende la candela 1995
- Deseos y encantos 2000
- Cancionero nocturno 2002
- Bienvenido Perú 2004
- Entreverados 2007
- Puñales 2011
- Canciones re-queridas 2015

## Filmografía
- 2004, Perjudícame cariño
- 2004, De Neftalí a Pablo

## Premios
- 1993, Premio APES, mejor intérprete Popular, por su disco Me desordeno
- 2000, Premio APES, mejor intérprete Popular, por su disco Deseos y encantos